# Tewdos
Tewdos (Theodosius in latino e Theodose in inglese; fl. VIII secolo) regnò sul Dyfed.

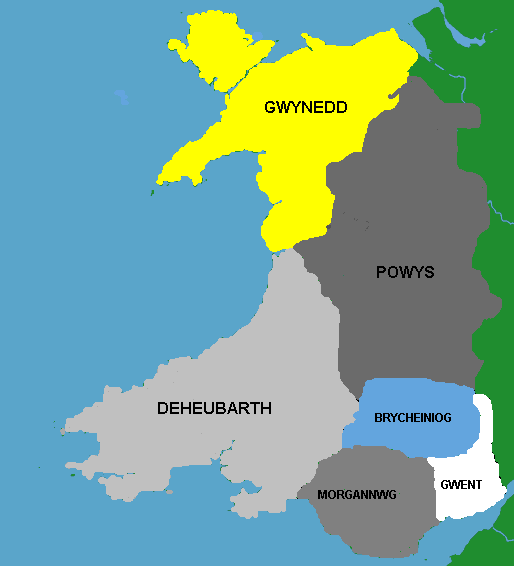
Regni medioevali del Galles

Nato attorno al 710, era il primogenito di re Rhain ap Cadwgan. Attorno alla metà dell'VIII secolo ereditò il Dyfed, mentre suo fratello Tewdr prese il Brycheiniog.